# NGC 1974
NGC 1974 ist ein offener Sternhaufen und Emissionsnebel in der Großen Magellanschen Wolke im Sternbild Schwertfisch. NGC 1974 hat eine Winkelausdehnung von 1,7′ und eine scheinbare Helligkeit von 9 mag. Der Sternhaufen wurde im Jahre 1826 von James Dunlop entdeckt und wurde als NGC 1974 in den New General Catalogue aufgenommen. Der Astronom John Herschel beobachtete dieses Objekt am 2. Januar 1837 ebenfalls, was zum Eintrag NGC 1991 führte.